# Glenwood (Iowa)
Glenwood – miasto w Stanach Zjednoczonych, w stanie Iowa, siedziba hrabstwie Mills. W 2000 liczyło 5 358 mieszkańców.